# 7066 Nessus
7066 Nessus este o planetă minoră (asteroid) din Centaur. A fost descoperită pe 26 aprilie 1993 la Observatorul Național Kitt Peak de Spacewatch și a fost numită după Nessus. 
Obiectul prezintă o orbită caracterizată de o semiaxă mare de 24,6412374 de UAi, o excentricitate de 0,5203213, o înclinație de 15,647 ° în raport cu ecliptica.